# لسهاو (الأغواط)
لسهاو قرية جزائرية التابعة لبلدية بريدة ولاية الأغواط.

## المرافق
يوجد بها الفرع الإداري سيدي حمزة بها مدرسة ابتدائية ومسجد

## الاقتصاد
تتوفر على أراضي زراعية خصبة ومياه جوفية عذبة، يمارس سكانها رعي الأغنام والزراعة والتجارة

## جغرافيا
بها قمة قرن عريف التابعة لجبال عمور